# Live Tracks
Live Tracks es un álbum en vivo de la banda californiana Green Day. Fue lanzado el 25 de marzo de 1995 a través de Reprise Records exclusivamente para Japón. Las canciones fueron grabadas en Jannus Landing, San Petersburgo, Florida y habían sido previamente incluidas en algunas ediciones de los sencillos "Longview", "Basket Case" y "When I Come Around".
El disco fue relanzado para Australia en 1996 junto al disco Insomniac en un paquete llamado Australian Tour Pack. El EP actualmente está fuera de impresión.

## Lista de canciones
Las canciones 3, 4 y 5 son de Dookie. La 2 y 6 son de Kerplunk!. La 1 aparece en ambos discos.

Todas las canciones escritas y compuestas por Billie Joe Armstrong. 
| Live Tracks |                          |                     |          |  |
| N.º         | Título                   | Sencillo            | Duración |  |
| 1.          | «Welcome to Paradise»    | Longview            | 4:05     |  |
| 2.          | «One of My Lies»         | Longview            | 2:25     |  |
| 3.          | «Chump»                  | Welcome to Paradise | 2:39     |  |
| 4.          | «Longview»               | Basket Case         | 3:30     |  |
| 5.          | «Burnout»                | Basket Case         | 2:03     |  |
| 6.          | «2,000 Light Years Away» | Basket Case         | 2:49     |  |
| 17:33       |                          |                     |          |  |